# ウルグ・ベク天文学研究所

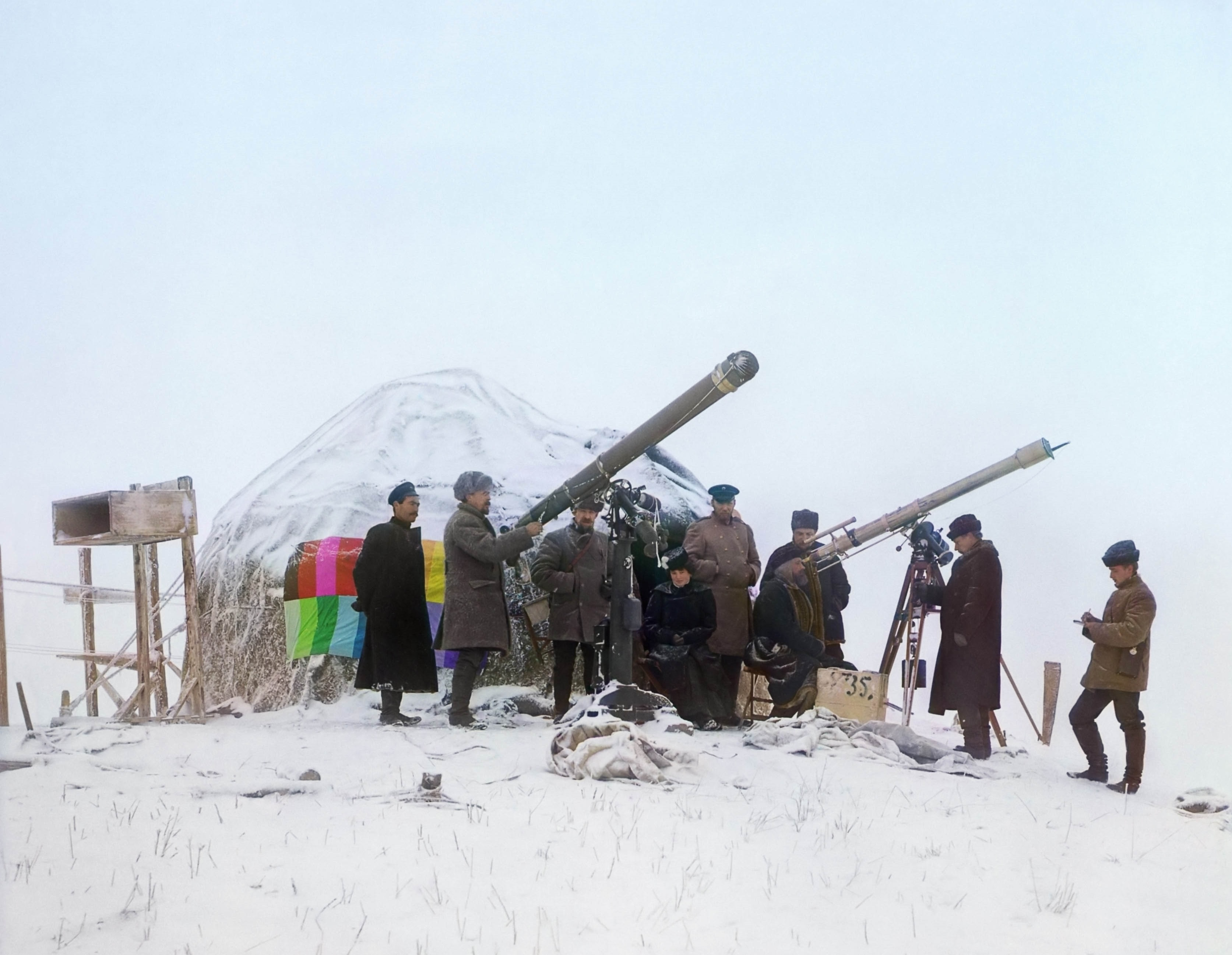
天文台所員は1907年1月1日にチェルニェーヴォ駅付近で日食観測を行った。

ウルグ・ベク天文学研究所（ウルグ・ベクてんもんがくけんきゅうしょ、英語: Ulugh Beg Astronomical Institute、略称: UBAI）は、ウズベキスタンの首都タシュケントにある、ウズベキスタン科学アカデミー付属の天文学に関する研究所である。

## 歴史

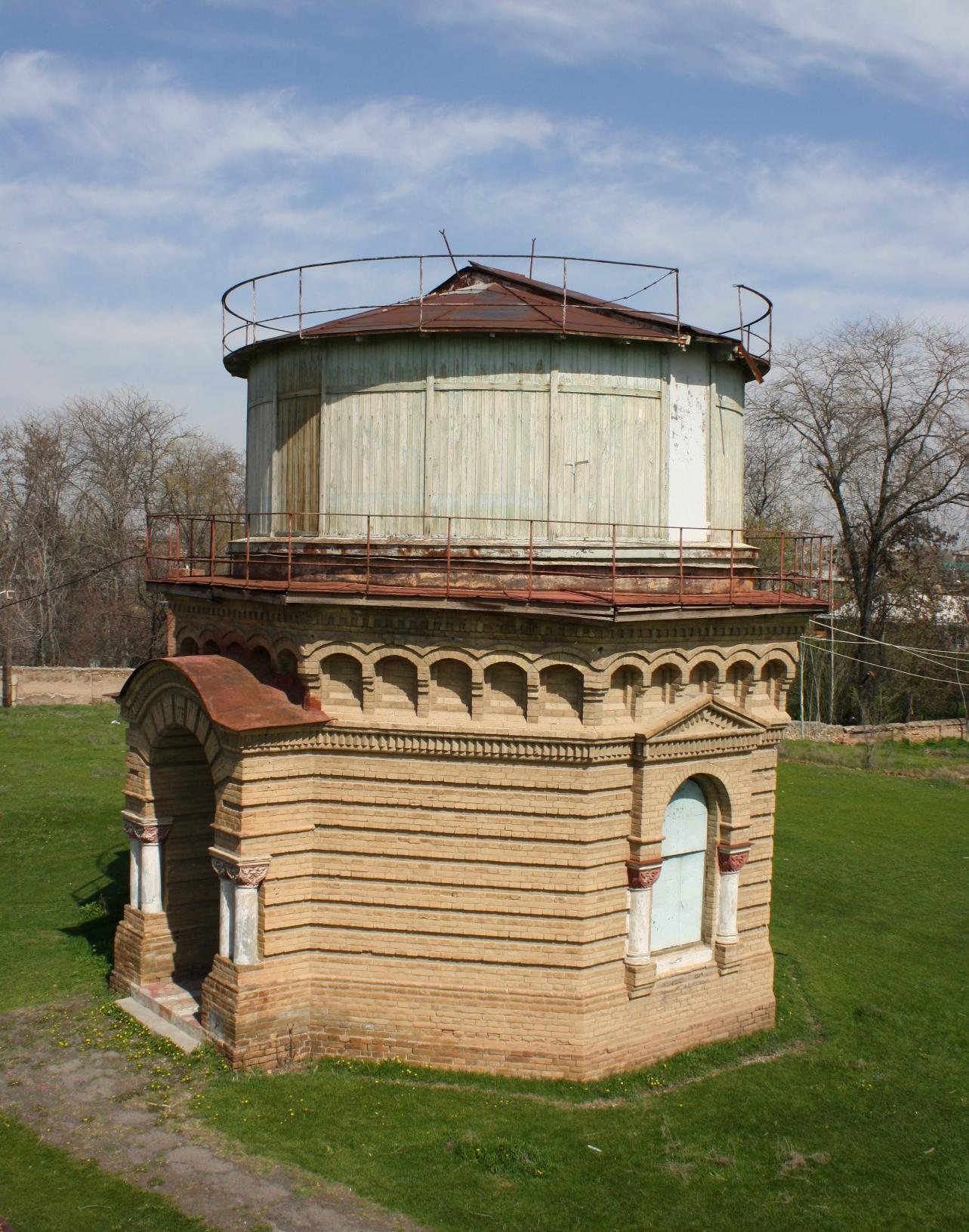
旧タシュケント天文台。天文台は望遠鏡が付属する形で19世紀に建設された。

ウルグ・ベク天文学研究所は1873年にタシュケント天文台として設立された。
天文台はトルキスタン総督府の軍の地形学研究部の要望に答える形で設立されたもので、軍に所属する形で研究を行なっていた。天文台の主要な目的は天体観測及び中央アジアの地形に関する未知の分野に着手することであった。天文台の研究員は高精度の天体観測を軍の測量官として行い、イリョードル・ポメランツェフ、P.K.ザレスキー、ドミートリー・ゲデオノフなど多くの天文学者がこの天文台に配属された。
1874年、天文台に屈折望遠鏡とHohwu時計が配備された。
以上に挙げた純粋に実用的な例以外にも、タシュケント天文台のスタッフは19世紀末から20世紀初頭にかけ、天体物理学の問題に従事していた。特に、天体物理学者のフセヴォロド・ストラトノフは1895年にサンクトペテルブルクのプルコヴォ天文台からタシュケントへと配属され、タシュケント天文台の天文学者初の軍属科学者となった。1895年、天文台に13インチの望遠鏡が配備され、天の川付近の星雲や小規模惑星に関する写真観測が開始された。
1898年から1899年にかけ、天文台の施設内に宇宙で起きる様々な現象について詳しく研究するため宇宙物理学研究部が設立された。タシュケント天文台では太陽活動に関する研究をはじめとする恒星天文学の研究を行なっていたほか、彗星や流星群に関する研究も行なっていた。
1928年、天文台では測地学や地形学に関する最先端の研究データが観測によって得られるようになった。1930年、タシュケント天文台の研究員はキタブにある国際緯度観測所で常時観測を行うようになり、1932年、タシュケント天文台では太陽に関する研究を行う研究室としての活動のみ行われるようになった。
1966年、タシュケント天文台に学術的な研究を行う国立の研究所としての地位が与えられ、「ウズベク・ソビエト社会主義共和国科学アカデミー天文学研究所」と名称が変更された。
1970年、天文学研究所は現在のカシュカダリヤ州・キタブの南40km、高度2800mの地点にマイダナク天文台を設置した。
1989年、タシュケントより北東に約70km、高度2300mの地点にIRIS観測所が設立され、太陽振動に関する観測を開始した。
1996年、日震学研究所TONがタシュケントに設立され、太陽振動及び太陽の内部構造に関する研究を行うための観測が開始された。
現在、研究所はウズベキスタン科学アカデミーの一部として機能しており、ティムール朝時代のウルグ・ベクがサマルカンドにウルグ・ベク天文台を設置して天文学の研究をしていたことにあやかって、ウルグ・ベク天文学研究所という名称となっている。

## 歴代所長
- 1880年～1890年 - イリョードル・ポメランツェフ（ロシア語版） - タシュケント物理天文台所長
- 1890年～1900年 - ドミートリー・ゲデオノフ（ロシア語版）
- 1911年～1917年 - アンドレイ・アウザーンス（ロシア語版）、1911年3月23日からロシア革命が起きる1917年まで所長を務める。
- 1923年～1925年 - ピョートル・ヤシュノフ（ロシア語版）
- 1922年～1930年 - ミハイル・スボーチン
- 1941年～1966年 - ウラジーミル・シェグロフ（ロシア語版）、タシュケント天文台所長
- 1966年～1983年 - ウラジーミル・シェグロフ、ウズベク・ソビエト社会主義共和国天文学研究所所長
- 1983年～1991年 - T.S.ユルダシュバエフ
- 現在 - シュフラト・エガムベルディエフ

## 部門
- 太陽物理学部門
- 銀河天文学・宇宙学部門
- 天体物理学部門
- 天体気候観測部門
- マイダナク天文台（Maidanak observatory）
- 地球力学（英語版）部門

## 著名な歴代研究員
- フセヴォロド・ストラトノフ - ロシアの天文物理学者、モスクワ大学教授（1918年）、物理学部・数学部学部長。19～20世紀のロシアの天文物理学をリードした学者の一人で、ロシア天文物理学会（RAFI、1923年にGAFIに改称）の創設者。1895年よりタシュケント天文台の初めての軍属科学者となった。
- ウラジーミル・シャポシニコフ（ロシア語版） - 1938年にタシュケント天文台の所長に就任。彼は質量の大きい天体の年代の精確な測定を専門分野としていた。彼は天頂距離の測定誤差に関する原理を研究、高精度の値を与える研究発展に寄与した。この研究に基づいてソビエト連邦の天頂望遠鏡ZTL-180が開発され、プルコヴォ、ポルタヴァ、キタブの各天文台に配置された。彼の名前から命名されたシャポシニコフという小惑星がある。
- ユージフ・スロニム（ロシア語版） (1909年-1999年) - ソビエト連邦の太陽物理学者
- ウラジーミル・シェグロフ (1904年-1985年) - ウズベク・ソビエト社会主義共和国の天文学者、科学教育者、天体歴史学者

## 主な業績
SoProG（ソビエト連邦ハレー彗星研究プログラム）の中で、ウズベキスタンの天文学者は1985年から1986年にかけてソビエト連邦の一員として世界中の104の天文台と共同で探査機ジオットにより地球に接近するハレー彗星の観測を行った。

## ギャラリー

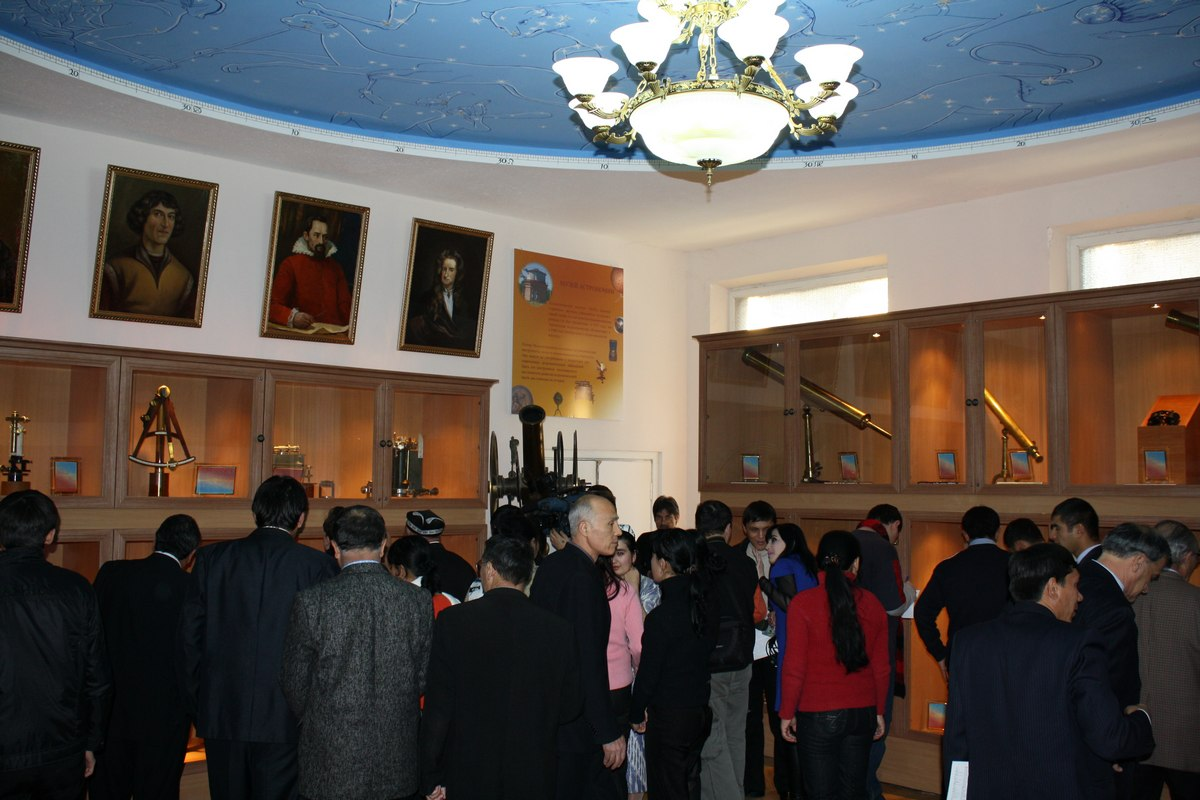
タシュケント天文学研究所内の天文学博物館開館式の様子、2009年12月
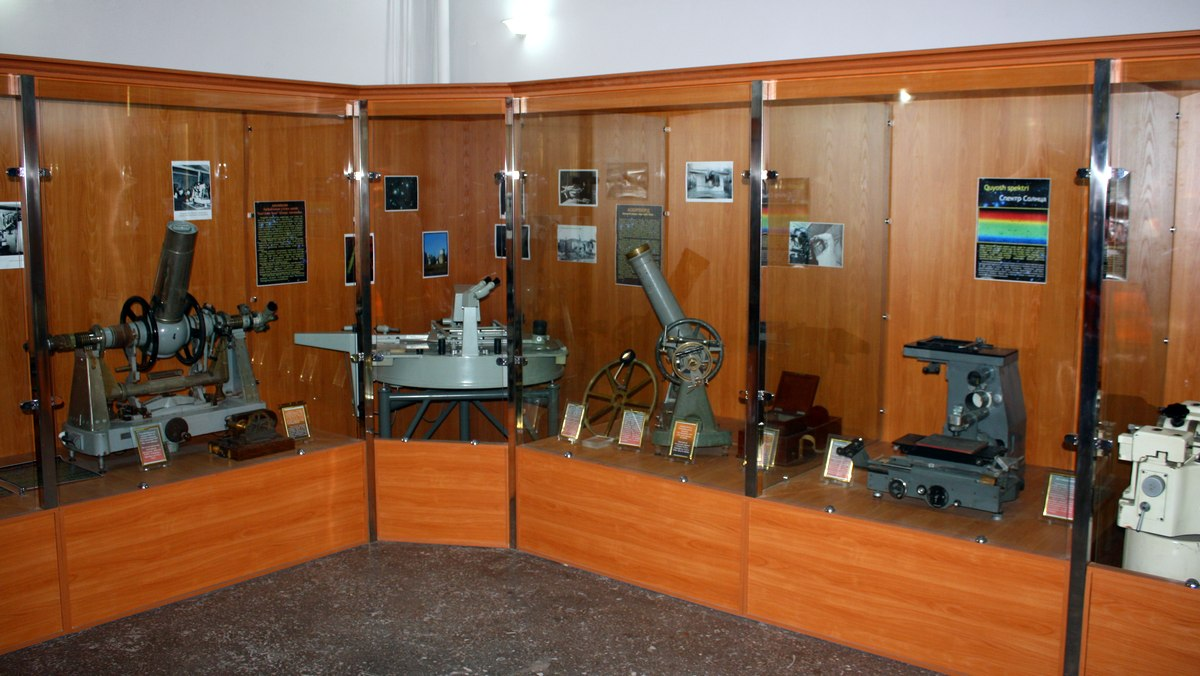
タシュケント天文学研究所の1階にはかつてタシュケント天文台で使用された望遠鏡などが展示されている。
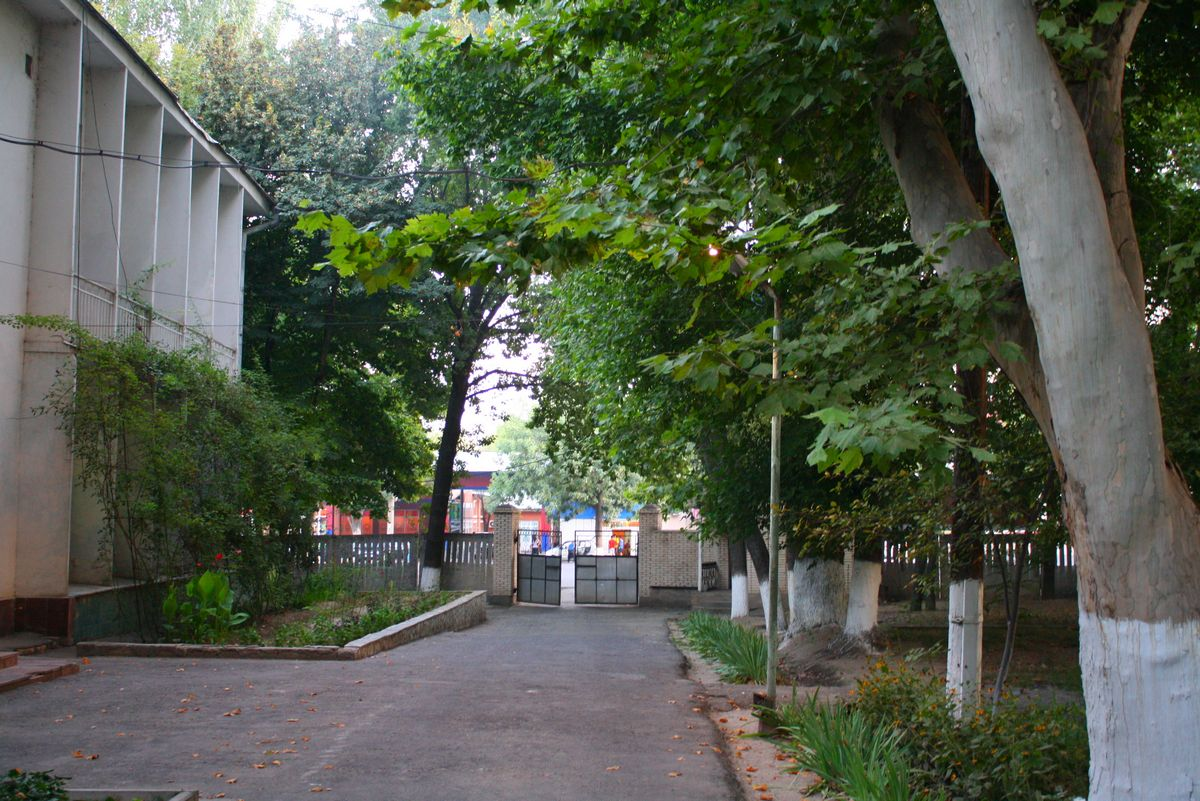
天文学研究所の前の通り
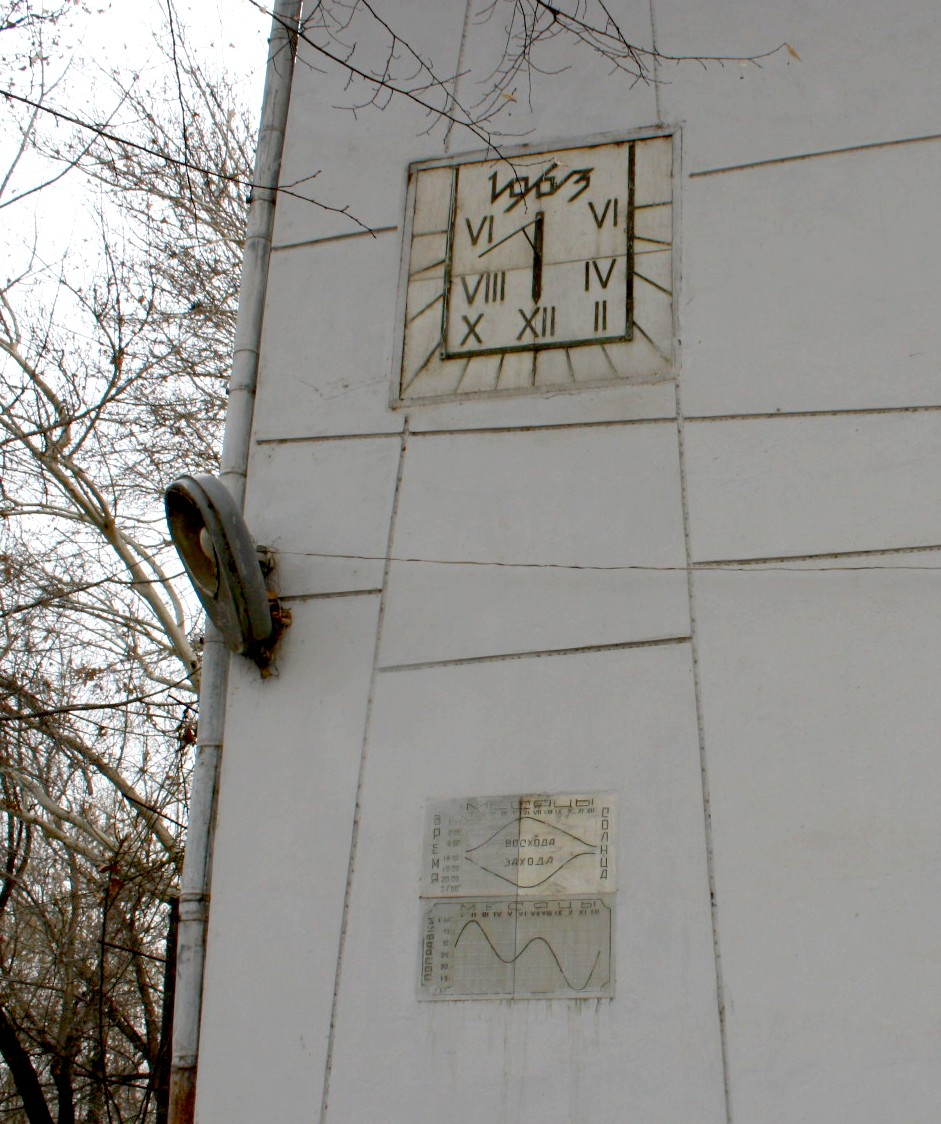
タシュケント天文学研究所の壁に設置されている日時計の絵